# José Luandino Vieira
José Luandino Vieira (właśc. José Vieira Mateus da Graça; ur. 4 maja 1935 w Vila Nova de Ourém, Portugalia) – angolski pisarz portugalskiego pochodzenia, specjalizujący się w krótkich opowiadaniach i nowelach.

## Życiorys
Dorastał w Luandzie, dokąd w 1938 roku wyemigrowali jego rodzice. Należał do pokolenia piszącego w latach 1957–1961 do magazynu Cultura, w którym ukazywały się również jego rysunki. Pisarz od zawsze podpisywał je jako Luandino, nazwisko, które po latach przyjął z miłości do miasta, w którym się wychował. Swoje dzieciństwo spędzone w luandyjskich musseques opisuje między innymi w książce Nós, os do Makulusu.
W wieku 24 lat przystąpił do MPLA (Ludowego Ruchu Wyzwolenia Angoli). W roku 1959 został zatrzymany przez PIDE (Policję Międzynarodową i Ochrony Państwa, portugalską tajną policję polityczną) i wraz z pięćdziesięcioma innymi nacjonalistami angolskimi osądzony w sławnym Procesie Pięćdziesięciu. Uwolniony w tym samym roku, już dwa lata później został ponownie aresztowany i skazany na 14 lat więzienia wraz z poetami: António Jacinto i António Cardoso („Proces Trzech Pisarzy”). Kara ta mogła być wielokrotnie przedłużana, przemieniając się w niepisaną karę dożywocia. To właśnie w więzieniach PIDE i PSP (Polícia de Segurança Pública), gdzie przez dwa lata czekał na wyrok, napisał Luuandę, książkę której publikacja i nagrodzenie przez Związek Pisarzy Portugalskich wywołały w tym kraju polityczny skandal. W 1964 roku został przewieziony do portugalskiego obozu koncentracyjnego w Tarrafal na Wyspach Zielonego Przylądka, znanego jako Campo da Morte Lenta – Obóz Powolnej Śmierci – gdzie napisał większość swoich dzieł. W efekcie międzynarodowych nacisków na reżim Marcelo Caetano, w roku 1972 kara więzienia dla pisarza została zmieniona na dozór policyjny w Lizbonie, z obowiązkiem cotygodniowego stawiania się na policji. W tym okresie zaczął publikację swoich pozostałych dzieł, między innymi zbiorów opowiadań Velhas histórias i No antigamente, na vida.
W 1975 roku, po portugalskiej Rewolucji goździków, powrócił do Angoli, gdzie uzyskał angolskie obywatelstwo i sprawował między innymi funkcje dyrektora telewizji (1975–1978), dyrektora Departamentu Orientacji Rewolucyjnej; MPLA (1975–1979) oraz dyrektora Angolskiego Instytutu Kina (1979–1984). Był również współzałożycielem Unii Pisarzy Angolskich, pełniąc funkcję jej sekretarza w latach 1975–1980 i 1985–1992, jak również sekretarza Stowarzyszenia Pisarzy Afro-azjatyckich w latach 1979-1984. Powrócił do Portugalii po wyborach w 1992 roku, po których w Angoli doszło do ponownego wybuchu wojny domowej. W 2006 przyznano mu największą nagrodę literacką dla autorów piszących w języku portugalskim, Nagrodę Camõesa, której przyjęcie jako pierwszy w historii pisarz odrzucił, powołując się na „kwestie intymne i osobiste”. Obecnie mieszka w pobliżu miasta Viana do Castelo. Swój czas poświęca NÓSSOMOS, wydawnictwu zajmującemu się publikacją klasycznych i współczesnych poetów angolskich oraz Porta XIII, stowarzyszeniu w Vila Nova de Cerveira, zajmującemu się promocją poezji w języku portugalskim.
Luuanda, najsławniejsza książka Vieiry, ukazała się w Polsce w 2014 roku nakładem wydawnictwa Biblioteka Iberyjska.

## Twórczość

### Opowiadania
- A cidade e a infância, 1957
- Duas histórias de pequenos burgueses, 1961
- Luuanda, 1963
- Vidas novas, 1968
- Velhas histórias, 1974
- Duas histórias, 1974
- No antigamente, na vida, 1974
- Macandumba, 1978
- Lourentinho, Dona Antónia de Sousa Neto & eu, 1981
- História da baciazinha de Quitaba, 1986

### Nowele
- A vida verdadeira de Domingos Xavier, 1961
- João Vêncio. Os seus amores, 1979

### Powieści
- Nosso Musseque (Romance), 2003
- Nós, os do Makulusu (Romance), 1974
- O livro dos rios, 1 część trylogii De rios velhos e guerrilheiros, 2006